# Žut
Žut je s površinom od 14,83 km2 drugi po veličini otok iz skupine Kornatskih otoka. Duljina obalne crte iznosi 44,058 km. 
Nalazi se između otoka Pašmana i Kornata. Obala otoka je vrlo razvijena i strmo se spušta u more. Na otoku su brojne uvale - Podražanj, Papeše, Žešnja, Strunac, Hiljača, Sarušćica, Bizikovica, Pinizel, Bodovac i drugi. Najviši vrh otoka je 155 mnm visoki Gubavac. 
Na otoku prema popisu stanovništa 2011. žive 4 stalna stanovnika. Najveći dio otoka zarastao je u makiju, iako ima i nešto polja s maslinama, smokvama i vinovom lozom. 
Na otoku se nalazi marina.
Na brdu Grba, u rujnu 2011. svečano je otvorena crkvica sv. Križa, čija je gradnja započeta prije Drugog svjetskog rata.

## Vanjske poveznice
|  | Zajednički poslužitelj ima još gradiva o temi Žut |